# Fernando Calatrava Cuevas
Fernando Calatrava Cuevas (León, Castilla y León, España, 17 de julio de 1978) es un árbitros español de la liga ACB. Pertenece al Comité de Árbitros de la Comunidad Valenciana.

## Trayectoria
Se inició en la Escuela de Árbitros de León en 1993. Por motivos laborales tuvo que irse a vivir a la Comunidad Valenciana, donde se incorporó en la temporada 1998/1999 a la Escuela de Árbitros de la FBCV. Después de trasladarse a Valencia para cursar sus estudios universitarios dejó el arbitraje y tres años más tarde, en 1999, lo retomó. Su rápida progresión le permitió ascender rápidamente por las diferentes categorías autonómicas y estatales (FEB) alcanzando el ascenso a la máxima categoría en la temporada 2010-11.
Ha arbitrado en el Campeonato Mundial de Baloncesto Sub-19 de 2017 y el Campeonato Mundial de Baloncesto Femenino Sub-19 de 2017.

## Temporadas
| Categoría            | País   | Año               |
| -------------------- | ------ | ----------------- |
| Liga FBCV 1 Division | España | 1998 - 2008       |
| Liga Adecco          | España | 2008 - 2010       |
| Liga ACB             | España | 2010 - Actualidad |